# Hamilton-út
A Hamilton-út a gráfelmélet egy fogalma, nevét William Rowan Hamilton ír matematikus, fizikus és csillagászról kapta. Akkor nevezünk egy utat Hamilton-útnak, ha az a gráf minden csúcsán pontosan egyszer halad át. Irányított és irányítatlan gráfokban egyaránt értelmezhető az út, így a Hamilton-út fogalma is. Ha van Hamilton-kör, akkor van Hamilton-út is, de ez megfordítva már nem igaz.
Egy kellően bonyolult gráfban nehéz megtalálni a Hamilton-utat. A feladat az utazóügynök-probléma speciális esete, és mint ilyen, NP-teljes.

## Definíció
Egy {\displaystyle P} út egy {\displaystyle G=(V,E)} gráfban Hamilton-út, ha {\displaystyle P} a {\displaystyle V} összes elemét pontosan egyszer tartalmazza.

## Példák
- Minden teljes gráfban van Hamilton-út.
- Minden hiperkocka gráfban van Hamilton-út.
- Minden szabályos test gráfja és élgráfja tartalmaz Hamilton-utat.
- Azonos számosságú pontosztályú teljes páros gráfok tartalmaznak Hamilton-utat.
- Az Euler-gráfok élgráfjai tartalmaznak Hamilton-kört, így Hamilton-utat is.
- A Hamilton-kört tartalmazó gráfok élgráfjaiban van Hamilton-kör.

## Tulajdonságok
A következőkben G jelöli a gráfot és n a csúcsainak számát.
- Gabriel Andrew Dirac (1952): Minden olyan gráfban van Hamilton-kör, amiben a minimális fokszám legalább {\displaystyle {\frac {n}{2}}}.
- William T. Tutte (1956): Minden 4-összefüggő síkgráfban van Hamilton-kör.
- Øystein Ore (1960) általánosította Dirac tételét: Ha egy gráfban bármely két nem szomszédos csúcs fokszámának összege legalább {\displaystyle n\!}, akkor a gráfban van Hamilton-kör.
- Øystein Ore (1960): Ha az {\displaystyle x,y\!} nem szomszédos csúcsok foka összesen legalább {\displaystyle n\!}, akkor {\displaystyle G+\{x,y\}\!} akkor és csak akkor tartalmaz Hamilton-kört, ha G is tartalmaz.
- Pósa Lajos (1962) tovább általánosította a korábbi eredményeket: Ha minden {\displaystyle p\!}, {\displaystyle 1\leq p<{\frac {n-1}{2}}}-re a {\displaystyle \leq p} fokú csúcsok száma kevesebb, mint {\displaystyle p\!}, és ha n páratlan, akkor még a {\displaystyle \leq {\frac {n-1}{2}}} fokú csúcsok száma is legfeljebb {\displaystyle {\frac {n-1}{2}}} , akkor a gráf tartalmaz Hamilton-kört.
- Vašek Chvátal (1972): Az {\displaystyle (a_{1},...,a_{n})\!} n-es, amire {\displaystyle a_{1}\leq ...\leq a_{n}<n}, akkor és csak akkor egy Hamilton-kört tartalmazó gráf fokszámainak sorozata, ha minden {\displaystyle i<{\frac {n}{2}}}-re teljesül: {\displaystyle a_{i}\leq i\Rightarrow a_{n-i}\geq n-i}.
- V. Chvátal és Erdős Pál (1972): Ha {\displaystyle G\!} k-összefüggő, és G-ben minden maximális független ponthalmaz mérete {\displaystyle \leq k}, akkor G-ben van Hamilton-kör.
- Herbert Fleischner (1974): Ha G 2-összefüggő, akkor {\displaystyle G^{2}\!}-ben van Hamilton-kör.